# Свитен, Готфрид ван
Го́дфридус Берна́рдус ван Сви́тен (Godefridus Bernardus van Swieten; 29 октября 1733, Лейден — 29 марта 1803, Вена), более известный как барон Готфрид ван Свитен — австрийский дипломат, библиотекарь и государственный чиновник голландского происхождения, служивший в Священной Римской империи в XVIII веке. Обладая обширными познаниями в музыке, барон ван Свитен был меценатом нескольких великих композиторов эпохи классицизма, включая Гайдна, Моцарта и Бетховена.

## Биография
Годфридус Бернардус ван Свитен родился 29 октября 1733 года в Лейдене и рос в Голландской Республике до 11 лет. Его отец, Герард ван Свитен, был врачом, который добился высокой репутации благодаря повышению стандартов научных исследований и обучения в области медицины в Австрии.
В 1745 году старший ван Свитен согласился стать личным врачом императрицы Священной Римской империи Марии Терезии и переехал с семьей в Вену, где он также стал директором придворной библиотеки и занимал другие государственные должности.
Годфрид ван Свитен получил образование в элитной иезуитской школе Терезианум.
Унаследовав от отца внушительное имение и получая высокое жалование на своих государственных должностях, Годфрид ван Свитен был состоятельным человеком. По оценкам Браунберенса, его доход в десять раз превышал доход Моцарта.
В составе наследства Годфриду ван Свитену досталась картина Яна Вермеера, получившая впоследствии название «Аллегория Живописи», однако в то время картина приписывалась кисти другого голландского художника — Питера де Хоха.
В отличие от своего отца, который остался протестантом после приезда в Австрию, Готфрид ван Свитен обратился в государственную религию империи — католицизм.
Как и многие другие выдающиеся венцы мужского пола (например, по состоянию на 1784 год Моцарт), ван Свитен был масоном.
ван Свитен не был женат.

### Дипломатическая деятельность
По словам Хартца, молодой Готфрид ван Свитен «преуспел в учёбе» и свободно говорил на многих языках. Таким образом, было естественным, что он продолжил (после непродолжительного пребывания на государственной службе) карьеру дипломата. Его первая должность была в Брюсселе (1755—1757), затем в Париже (1760—1763), Варшаве (1763—1764) и (в качестве посла) при дворе Пруссии Фридриха Великого в Берлине (1770—1777).
Последний пост предполагал серьёзную ответственность. Фридрих ранее победил Австрию в войне за австрийское наследство (1740—1748), захватив у неё территорию Силезии; и успешно защитил свое завоевание в Семилетней войне (1756—1763). ван Свитен был послом во время Первого раздела Польши (1772 г.), в результате которого большая часть территории этого государства была аннексирована более могущественными соседними империями Австрии, России и Пруссии. Австрия довольно нереалистично хотела вернуть Силезию (и другие территории), как часть условий раздела. «Неблагодарная задача» ван Свитена (согласно музыковеду Герману Аберту) заключалась в том, чтобы вести переговоры на этой основе; по словам Аберта, 60-летний Фредерик ответил ему: «Вот такое предположение можно было бы сделать, если бы у меня была подагра в мозгу, но у меня она только в ногах». ван Свитен переключил переговоры на свой запасной план и раздел продолжился, оставив Силезию прусской.
В этот период своей карьеры ван Свитен усердно проявлял свои музыкальные интересы. Его наставник в Брюсселе граф Кобензль в 1756 году сообщил, что «музыка занимает большую часть его (ван Свитена) времени». В Берлине ван Свитен учился у Иоганна Филиппа Кирнбергера, бывшего ученика И. С. Баха, входил в музыкальный кружок принцессы Анны Амалии Прусской, где играли музыку Баха и Генделя и восхищались ею.

### Библиотечное дело

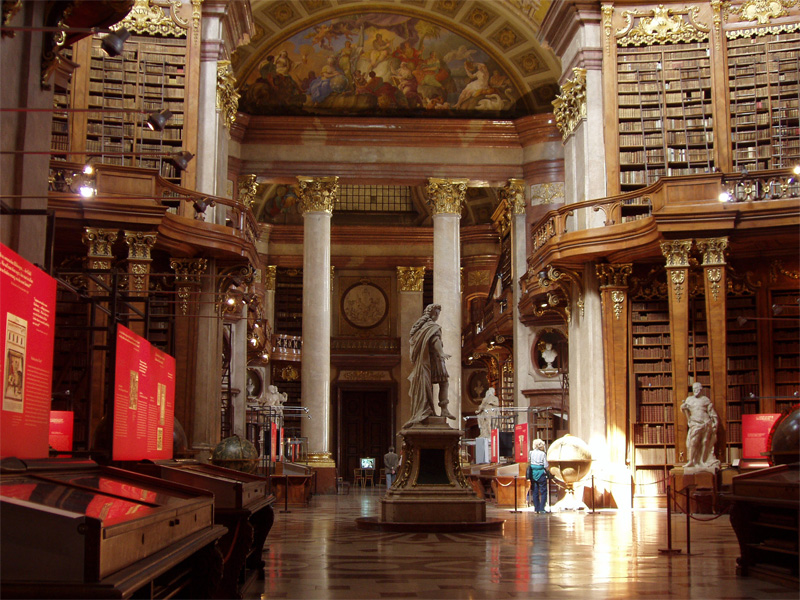
Великолепный Prunksaal («Зал великолепия»), часть сегодняшней Австрийской национальной библиотеки, занимает пространство бывшей Императорской библиотеки, которой руководил ван Свитен.

По возвращении в Вену в 1777 году ван Свитен был назначен префектом Императорской библиотеки. Этот пост оставался вакантным в течение пяти лет после смерти отца ван Свитена. ван Свитен оставался имперским библиотекарем до конца своей жизни.
Как библиотекарь ван Свитен представил первый в мире карточный каталог (1780 г.). В библиотеках и раньше были каталоги в виде томов в переплете. Нововведение ван Свитена в использовании карточек позволило свободно добавлять новые записи в удобном для поиска порядке. Карточные каталоги вскоре стали использоваться повсюду, и особую популярность нашли в революционной Франции.
Ван Свитен также расширил фонды библиотеки, в частности, за счет книг по науке. Также фонды пополнились старинными книгами из библиотек монастырей, распущенных по указу императора Иосифа II.

### Политическая деятельность
В 1780 году, когда на престол взошёл Иосиф II, карьера ван Свитена достигла пика успеха. В 1781 году он был назначен статским советником и директором Государственной комиссии по образованию, а в 1782 году — директором новой комиссии по цензуре. ван Свитен очень симпатизировал программе реформ, которые Иосиф стремился навязать своей империи (см. Иосифинизм, просвещённый абсолютизм), и его положение в правительстве было таково, что Браунберенс (1990) считал, что в какой-то момент ван Свитен выполнял функции министра государственного управления культуры.
Эдвард Оллесон так описывает политическую ситуацию: «Намеченные реформы системы образования… были самыми фундаментальными из всех. Цель Иосифа по созданию среднего класса, несущего политическую ответственность перед государством, зависела от больших достижений в области начального образования и от университетов. Либеральные взгляды ван Свитена очень способствовали задаче претворения в жизнь планов императора». Олесон добавляет, что, поскольку реформы Иосифа увеличили свободу прессы, был опубликован «поток брошюр» с критикой имперского правительства, что увеличило ответственность ван Свитена по надзору за цензурным аппаратом правительства. В его письмах того времени сообщается об очень большой загруженности.
В 1784 году ван Свитен предложил, чтобы Священная Римская империя имела закон об авторском праве; такой закон уже действовал в Англии с 1709 г. (см.: История авторского права). Предложение ван Свитена было отклонено императором. Николас Тилль предполагает, что, если бы закон ван Свитена был реализован, карьера его протеже Моцарта (см. ниже) как независимого музыканта могла бы пойти гораздо успешнее.

В конце своей политической карьеры ван Свитен всё чаще встречался с препятствиями и проблемами. В 1787 году император развязал «катастрофическую, тщетную и дорогостоящую» войну против турок, которая привела в смятение австрийское общество и подорвала его прежние попытки реформ. Тилль пишет:
Иосиф попытался переложить вину за события на … ван Свитена. В качестве президента Комиссии по цензуре [он] был более либеральным, чем Иосиф хотел одобрить … Как министр образования [он] стремился лишить образование любого религиозного характера; его больше беспокоили опасности религиозной ортодоксии, чем ереси, и он считал, что студентов следует обучать системе светских ценностей, основанной на «философии». Но его реформы, которые указали на гораздо более радикальный отказ от религиозного образования, чем Иосиф действительно был готов принять, потерпели неудачу. В 1790 году Иосиф написал канцлеру Коловрату, выражая свое недовольство: «Поскольку к важнейшим аспектам образования молодёжи, а именно религии и морали, относятся слишком легкомысленно, поскольку … не развивается чувство истинного долга, государство лишено существенных преимуществ воспитания здравомыслящих и воспитанных граждан».
Император был смертельно болен, когда написал процитированное письмо, и умер в том же году. Его заменил его более консервативный брат Леопольд, что ещё больше подорвало позиции ван Свитена. Произошла «ожесточённая» (Олесон) борьба за власть, которую ван Свитен в конечном итоге проиграл. Он был освобождён от занимаемой должности 5 декабря 1791 года, по совпадению в день смерти его протеже Моцарта.

### Композиторская деятельность
Сильный интерес ван Свитена к музыке привёл его к созданию собственных композиций. В Париже он поставил комическую оперу собственного сочинения. Всего он написал три комических оперы, одна из которых была утеряна, и десять симфоний, из которых сохранилось семь. Эти произведения, не отличаясь высоким качеством, впоследствии исполнялись крайне редко. Эдвард Оллесон в Музыкальном Словаре Гроува не усматривает значимости ван Свитена как композитора, отмечая, что «главными характеристиками [его] консервативных, трёхактных симфоний являются тавтология и недостаток изобретательности».
Среди известных произведений — три комические оперы: «Таланты в моде» (фр. Les talents à la mode), «Очереди, вечно очереди» (фр. Colas, toujours Colas) и «Искатель разума» (фр. La chercheuse d'esprit).

### Смерть
Ван Свитен умер в 1803 году в Вене.

## Взаимоотношения с классическими композиторами
Имеющиеся данные свидетельствуют о том, что отношения ван Свитена с великими композиторами своего времени были в первую очередь покровительственными и ван Свитен выступал их меценатом. Это означает, что композиторы не работали на ван Свитена за зарплату или комиссионные, но время от времени получали от него выплаты в виде пожертвований. Так, Йозеф Гайдн заметил своему биографу Гризингеру, что «он иногда покровительствовал мне несколькими дукатами». Это был обычный способ оплаты музыкантам в эпоху аристократии; Гайдн получал аналогичные выплаты от своего работодателя Миклоша Эстерхази, хотя он также получал зарплату. Система патронажа также финансировала ранние путешествия семьи Моцарта.
Отношения мецената и художника не были равными в обществе. В письме Гайдна 1801 г. ван Свитену, к тому времени его давнему соратнику, не использовались местоимения второго лица, вместо этого к барону обращались «ваше превосходительство»; предположительно это отражало их повседневную практику.

### Моцарт

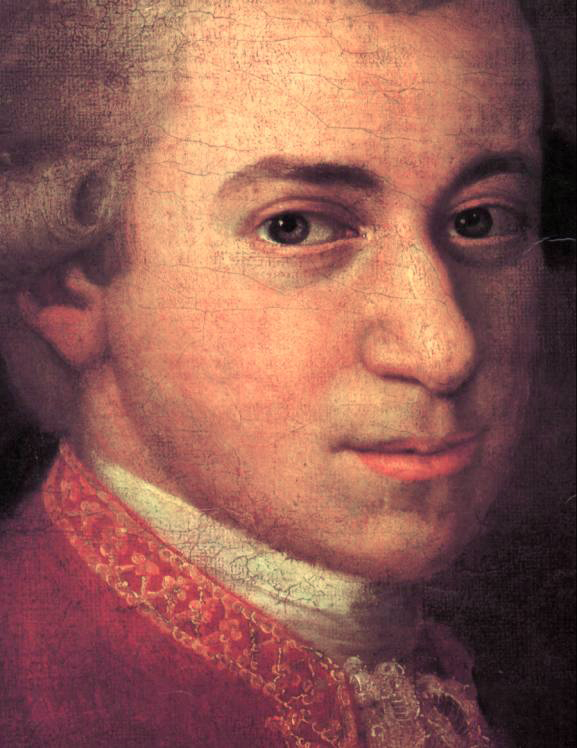
Моцарт, около 1780 г. Деталь семейного портрета Моцарта работы Иоганна Непомука делла Кроче

Ван Свитен впервые встретил Вольфганга Амадея Моцарта в 1768 году, когда ему было 35 лет, а Моцарту — 11 лет. Семья Моцарта посещала Вену, надеясь добиться известности и доходов после раннего завершения своего Гранд-тура по Европе. По словам отца Моцарта Леопольда, ван Свитен участвовал в раннем планирование оперы Вольфганга Амадея «Притворная простушка» (позже опера была заблокирована интригами и была исполнена только в Зальцбурге).
В 1781 году, вскоре после переезда Моцарта в Вену, ван Свитен снова встретился с ним в салоне графини Тун, где Моцарт сыграл отрывки из своей недавно сочинённой оперы «Идоменей» перед ван Свитеном и другими важными лицами. Это событие помогло Моцарту создать заказ на оперу «Похищение из сераля», ставшую его первым большим композиторским успехом.

#### Популяризация произведений Баха и Генделя
К 1782 году ван Свитен пригласил Моцарта регулярно навещать его, чтобы просматривать и воспроизводить рукописи произведений И. С. Баха и Г. Ф. Генделя, которые он собрал во время своей дипломатической службы в Берлине у учеников Карла Филиппа Эммануила Баха. 10 апреля 1782 года Вольфганг Амадей Моцарт писал отцу: «Я хожу каждое воскресенье в двенадцать часов к барону ван Свитену, где не играют только Генделя и Баха. Я сейчас собираю фуги Баха — не только Себастьяна, но также Эммануила и Фридемана».
ван Свитен давал Моцарту задания записывать ряд фуг для инструментальных ансамблей. Моцарт также сидел за клавишными и воспроизводил оркестровые партитуры ораторий Генделя (при этом, по словам Йозефа Вайгля, он также исполнял одну из хоровых партий и исправлял ошибки других певцов).
Можно предположить, что знакомство с работами двух великих мастеров барокко очень сильно повлияла на Моцарта.
Олесон предполагает, что процесс проходил в два этапа. Моцарт первым ответил довольно прямыми подражаниями, написав фуги и сюиты в стиле своих моделей. Эти работы «носят характер учебных занятий по контрапункту». Многие остались незавершёнными, «и даже завершённые сегодня не часто исполняются»; Олесон предполагает, что им присуща «сухость, которая отсутствует в большей части музыки [Моцарта]». Позже Моцарт более полно ассимилировал музыку И. С. Баха и Г. Ф. Генделя в своём собственном стиле, что сыграло роль в создании некоторых из его произведений, вызывающих наибольшее восхищение. Из них Олесон упоминает мессу до минор (1784) и хоральную прелюдию, исполняемую двумя мужчинами в доспехах в «Волшебной флейте» (1791).

#### Общество объединённых кавалеров (Gesellschaft der Associierten)
Камерное исполнение ораторий Генделя с сопровождением клавишных в салоне ван Свитена пробудило интерес ван Свитена и его коллег к полномасштабному исполнению этих произведений. С этой целью в 1786 году ван Свитен организовал Gesellschaft der Associierten («Общество объединённых кавалеров»), организацию любящих музыку дворян. При финансовой поддержке этого объединения он смог поставить полномасштабные постановки крупных произведений. Как правило, эти концерты сначала давались в одном из дворцов участников или в большом зале Императорской библиотеки, а затем в публичном представлении в Бургтеатре или Янс-холле.
Моцарт взял на себя задачу провести эти концерты в 1788 году. Раньше он был слишком занят другими своими проектами, но ввиду ухудшения его карьерных перспектив в других местах он был готов занять этот пост. В дополнение к его дирижированию, общество поручило Моцарту подготовить четыре произведения Генделя для исполнения в соответствии с современным вкусом:
- Ацис и Галатея, исполненные (приблизительно) ноября 1788 года.[34]
- оратория Der Messias, по мотивам Мессии, для которой Моцарт написал новые партии для флейт, кларнетов, фаготов, валторн и тромбонов, а также другие ноты для литавр (1789).
- Ода ко Дню святой Сесилии (1790 г.)[8]
- Пир Александра (1790 г.)

Ван Свитен отвечал за перевод с английского на немецкий либретто к этим произведениям — задачу, которую он позже выполнит для Гайдна (см. ниже).
Концерты «Общества объединённых кавалеров» были важным источником дохода для Моцарта в то время. Именно в этот период он испытывал серьёзные финансовые проблемы. Верность ван Свитена Моцарту в это время также указывается в одном из писем Моцарта от 1789 года, в котором он сообщил, что запрашивал подписку на запланированную серию концертов (как он ранее делал с большим успехом в середине 1780-х годов) и обнаружил что — спустя две недели — барон всё ещё был единственным подписчиком.

#### Смерть Моцарта и последствия
Когда Моцарт умер (1 час ночи 5 декабря 1791 года), ван Свитен появился в его доме и организовал похороны. Возможно, он временно помог поддержать членов семьи Моцарта, поскольку в переписке жена В. А. Моцарта  Констанца в нескольких местах упоминает его «щедрость».
2 января 1793 года он спонсировал исполнение «Реквиема» Моцарта в качестве благотворительного концерта для Констанции; он принёс прибыль в 300 дукатов, значительную по тем временам сумму.
Сообщается также, что он помог организовать образование сына Моцарта Карла в Праге.

### Гайдн

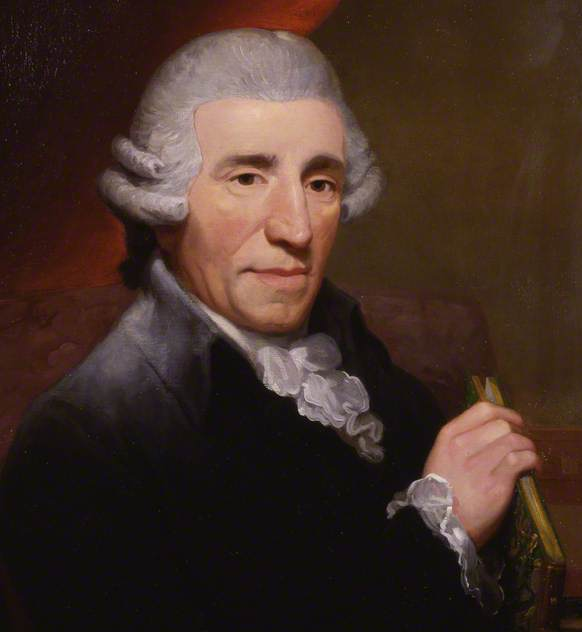
Йозеф Гайдн в роли Томаса Харди, 1792 г.

В 1776 году во время визита домой в Вену из своего поста в Берлине ван Свитен поддержал 43-летнего Йозефа Гайдна, который в то время был раздражён враждебным отношением некоторых берлинских критиков. ван Свитен сказал ему, что его работы, тем не менее, пользуются большим спросом в Берлине. Гайдн высоко оценил это в своем автобиографическом очерке 1776 года.
В 1790 году, со смертью Миклоша Эстерхази, Гайдн стал полунезависимым от своих давних работодателей — семьи Эстерхази. Он переехал в Вену и таким образом стал более свободным в принятии покровительства ван Свитена. Олесон предполагает, что Гайдн участвовал в концертах Генделя в Gesellschaft der Associierten и отмечает, что уже в 1793 году ван Свитен пытался заставить его написать ораторию (на текст Альксингера). В 1794 году, когда Гайдн отправился в Лондон во второй раз, он ехал в экипаже, предоставленном ему ван Свитеном.
По возвращении в следующем году Гайдн и ван Свитен установили тесные рабочие отношения, при этом ван Свитен стал его либреттистом и художественным советником. Сотрудничество началось в 1795—1796 году с небольшой версии оратории «Семи последних слов Христа». Это произведение было написано Гайдном как оркестровое произведение в 1785 году. Во время своего второго лондонского путешествия в Пассау он услышал отредактированную версию, дополненную припевом, подготовленную капельмейстером Пассау Джозефом Фрибертом. Далее, Гайдн подготовил свою хоровую версию, а ван Свитен пересмотрел тексты песен Фриберта.
Затем Гайдн и ван Свитен перешли к более крупным проектам: полномасштабным ораториям «Сотворение мира» (1798 г.) и «Времена года» (1801 г.). ван Свитен перевел (с английского на немецкий) и адаптировал исходный материал из поэмы Джона Мильтона «Потерянный рай» и поэмы Джеймса Томсона «Времена года» соответственно. Он также перевёл на немецкий язык с английского произведения так, чтобы он соответствовал ритму музыки Гайдна. Этот обратный перевод, хотя часто и неудобный, позволил первым опубликованным изданиям этих ораторий служить как немецко-, так и англоязычной аудитории.
На полях своего либретто ван Свитен сделал Гайдну множество конкретных художественных предложений о том, как следует оформлять различные отрывки. Этим предложениям Гайдн «внимательно следовал» (Олесон). Одним из примеров является трогательный эпизод в «Сотворении мира», в котором Бог велит вновь сотворённым животным плодиться и размножаться. ван Свитен перефразировал книгу Бытия. Композиция музыкального произведения Гайдна строится из предложения ван Свитена о том, что слова должны быть спеты бас-солистом поверх неукрашенной басовой партии. Однако он лишь отчасти последовал этому предложению и добавил к своей басовой партии богатый слой четырёхчастной гармонии для разделенных виолончелей и альтов.
Премьеры трёх ораторий «Семь последних слов», «Сотворение мира» и «Времена года» прошли под эгидой Gesellschaft der Associierten, которая также предоставила Гайдну финансовые гарантии, необходимые для реализации долгосрочных проектов.

### Бетховен

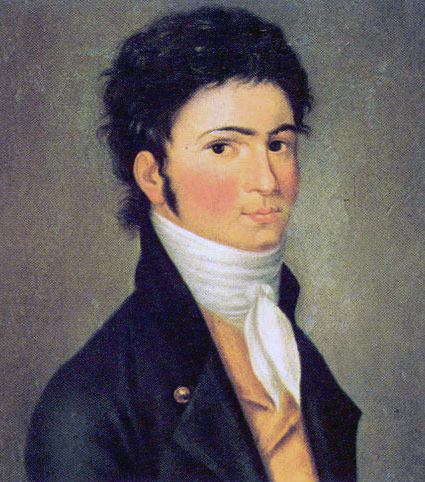
Портрет Бетховена в молодости Карла Трауготта Риделя (1769—1832)

Ван Свитен был покровителем Людвига ван Бетховена в первые годы его жизни в Вене.

Взаимоотношения Бетховена с ван Свитеном очень похожи на отношения с Моцартом 12 лет назад. Он посетил барона в его доме, где до сих пор регулярно проводились собрания, посвященные музыке Баха и Генделя. Ранний биограф Бетховена Антон Шиндлер писал:
Вечерние собрания в доме Свитена оказали большое влияние на Бетховена, поскольку именно здесь он впервые познакомился с музыкой Генделя и Баха. Обычно ему приходилось оставаться надолго после ухода других гостей, так как его пожилой хозяин был музыкально ненасытен и не отпускал молодого пианиста, пока он не «освятил вечер» несколькими фугами Баха.
Свидетельствам и выводам Антона Шиндлера обычно не доверяют современные музыковеды (см. Обсуждение у Антона Шиндлера); однако в случае ван Свитена сохранились конкретные доказательства в виде письма ван Свитена Бетховену. Письмо датируется 1794 годом, Бетховену — 23 года:
Понедельник, 15 декабря
Герр Бетховен
Alstergasse No. 15
с / о князя Лихновского
Если вам не помешают в эту среду, я хочу увидеть вас у себя дома в 8:30 вечера с ночным колпаком в сумке. Дай мне свой немедленный ответ.
Свитен
Альбрехт объясняет «ночной колпак» следующим образом: «В этом аспекте приглашения Свитена столько же практичности и учтивости, сколь и гостеприимства: если бы Бетховен вернулся домой после общегородского комендантского часа в 9 часов вечера, ему пришлось бы платить сторожу Лихновского, чтобы тот впустил его за запертые двери дома».
Знакомство с музыкой Баха и Генделя, было очень важно как для Бетховена, так и для Моцарта. Фердинанд Рис позже напишет: «Из всех композиторов Бетховен ценил Моцарта и Генделя наиболее высоко, а затем [И.] С. Баха. . . . Всякий раз, когда я находил его с музыкой в руках или видел что-то лежащее на его столе, это несомненно было сочинение одного из этих идолов»
В 1801 году Бетховен посвятил ван Свитену свою Симфонию № 1.

### Другие протеже
Ранее в своей карьере, находясь в Берлине, ван Свитен также поддерживал карьеру Карла Филиппа Эмануэля Баха. Бах написал шесть симфоний для струнного оркестра (1773; H. 657—662) по заказу ван Свитена. Согласно Гудвину и Кларку, заказ гласил, что «творческое воображение композитора может иметь полную свободу действий, не стесняясь никакими соображениями относительно технических трудностей». Третий выпуск «Сонатена для Кеннера и Либхабера» Баха (1781) посвящен ван Свитену.
Иоганн Николаус Форкель, первый биограф Баха, посвятил свою книгу ван Свитену.

## Ван Свитен и обычаи, связанные с исполнением музыки
Считается, что ван Свитен сыграл свою роль в изменении социальных обычаев музыки. Как указывает Уильям Вебер, во времена ван Свитена для исполнителей по-прежнему было нормальной практикой исполнять в основном недавно сочиненную музыку; часто это была музыка, написанная самими исполнителями. Практика культивирования музыки предыдущих десятилетий и веков только постепенно увеличивалась. Примерно к 1870 году на сцене стали преобладать более старые работы.
Этот сдвиг начался в собственном веке ван Свитена. Вебер указывает на некоторые из ранних случаев, когда исполнители играли старую музыку: «Во Франции лирические произведения из трагедий Жана-Батиста Люлли и его последователей регулярно исполнялись вплоть до 1770-х годов. В Англии музыка XVI века была возрождена в Академии старинной музыки, и многие произведения Георга Фридриха Генделя исполнялись и после его смерти в 1759 году». Как отмечает Вебер, ван Свитен был одним из пионеров этого направления, возрождая музыку И. С. Баха и Г. Ф. Генделя, он также поощрял современных ему композиторов учиться у старых мастеров и создавать новые произведения, которые будут вдохновлены ушедшими гениями.

ван Свитен выразил некоторые из своих взглядов на ценность более ранней музыки на страницах первого тома «Allgemeine musikalische Zeitung» :
Что касается музыки, то я принадлежу к поколению, которое считало необходимым тщательно и систематически изучать какой-либо вид искусства, прежде чем пытаться практиковать его. В таком убеждении я нахожу пищу для духа и для сердца и возвращаюсь к ней за силой каждый раз, когда меня угнетают новые свидетельства упадка искусства. В такие моменты моими главными утешителями являются Гендель, Бахи и те немногие великие люди нашего времени, которые, принимая их как своих учителей, решительно следуют такому же, как и у них, стремлению к величию и истине.
Де Нора описывает преданность более ранним мастерам как «маргинальную» точку зрения в течение 1780-х годов но в конце концов другие последовали примеру Свитена, особенно после успеха «Сотворения мира» и «Времен года». Музыкальный издатель Иоганн Фердинанд фон Шёнфельд писал в 1796 году:
[ван Свитен] как бы считается патриархом музыки. У него вкус только к великому и возвышенному. … Когда он приходит на концерт, наши местные знатоки не спускают с него глаз, стремясь прочитать в его чертах, не всегда понятных каждому, каково должно быть их мнение о музыке.
Следствием «вкуса к великому и возвышенному» является идея о том, что концертная аудитория должна хранить молчание, чтобы каждую ноту могли слышать все. Это не было общепринятой точкой зрения в XVIII веке но явно было мнением ван Свитена. В своей биографии Моцарта 1856 года Отто Ян сообщил следующий анекдот от Сигизмунда Нойкомма:
[Он] использовал во имя музыки всё своё влияние, даже в таком незначительном средстве, как принуждение к молчанию и вниманию во время музыкальных представлений. Всякий раз, когда среди аудитории возникал шепоток, Его превосходительство вставал со своего места в первом ряду, поднимался во весь свой величественный рост, смерял нарушителей долгим серьёзным взглядом и затем очень медленно возвращался на своё место. Эта сцена всегда имела безотказное воздействие.

## Оценка
В часто перепечатываемом замечании Гайдна Георгу Августу Гризингеру тот заметил, что симфонии ван Свитена были «столь же чопорными, как и он сам». Он сохранял прочную социальную дистанцию между собой и композиторами, которым покровительствовал, дистанция, уходящая корнями в систему аристократии, всё ещё действовавшую в Австрии в его дни. Сигизмунд фон Нейком писал, что он был «не столько другом, сколько очень самоуверенным покровителем Гайдна и Моцарта». Олесон предполагает, что «в своё время ван Свитен вызывал к себе мало симпатии» (добавляя: «но почти всеобщее уважение».). Он также не был близок со своими собратьями-аристократами; несмотря на свою значительную общественную роль в музыке и правительстве, он избегал салонного общества и после 1795 года выражал удовлетворение тем, что жил «полностью отойдя от дел».
Обсуждается вклад в мировое музыкальное наследие ван Свитена в качестве либреттиста, и очень часто высказываются критические суждения. Олесон пишет, что в трёх последовательных либретто оратории, которые ван Свитен подготовил для Гайдна, его собственное участие в написании становилось всё больше и больше. По словам Олесона, «многие критики сказали бы, что эта прогрессивная оригинальность была катастрофической».
Даже музыкальный вкус ван Свитена подвергался резкой критике . Ван Свитен выделил из большого числа современных ему композиторов, тех немногих которых высоко оценивают потомки. Как отмечает Олесон: «Вряд ли можно спорить с его выбором композиторов прошлого, Себастьяна Баха и Генделя; и композиторов его времени, Глюка, Эмануэля Баха, Гайдна, Моцарта и Бетховена».

## Примечание
1. 1 2  Deutsche Nationalbibliothek Record #118620185 // Gemeinsame Normdatei (нем.) — 2012—2016.
2. ↑  Bibliothèque nationale de France Autorités BnF (фр.): платформа открытых данных — 2011.
3. 1 2  Wurzbach D. C. v. Swieten, Gottfried Freiherr van (нем.) // Biographisches Lexikon des Kaiserthums Oesterreich: enthaltend die Lebensskizzen der denkwürdigen Personen, welche seit 1750 in den österreichischen Kronländern geboren wurden oder darin gelebt und gewirkt haben — Wien: 1856. — Vol. 41. — S. 50.
4. ↑  Brück, Marion. Swieten, Gottfried Bernhard Freiherr von // Neue Deutsche Biographie (нем.). — Berlin: Duncker & Humblot, 2013. — Bd. 25. — S. 731—732. — ISBN 978-3-428-11206-7.
5. 1 2 3  Braunbehrens, 1990, p. 317.
6. 1 2 3  Olleson, 1963, p. 64.
7. 1 2 3 4  Clive (1993, 151)
8. 1 2 3 4 5  Olleson, 2001.
9. ↑  Johannes Vermeer: The Art of Painting. The Painting's Afterlife (англ.). National Gallery of Art. Дата обращения: 12 октября 2020. Архивировано из оригинала 18 мая 2016 года.
10. 1 2 3  Braunbehrens, 1990, p. 318.
11. 1 2 3 4  Heartz (2008, 62)
12. ↑  See Williams (1907, 453—454)
13. ↑  Abert (2007, 787)
14. ↑  Petschar (n.d.)
15. ↑  Till (1995, 100)
16. ↑  Olleson, 1963, p. 67.
17. ↑  Olleson, 1963, p. 67—68.
18. ↑  Source for this paragraph: Till (1995, 130).
19. 1 2  Till (1995, 231)
20. ↑  Olleson, 1963, p. 68.
21. ↑  Braunbehrens, 1990.
22. ↑  Griesinger (1810, 38)
23. ↑  See, for example, Robbins Landon (1959, 7).
24. ↑  For extensive discussion, including the many frustrations the patronage system posed for musicians, see Halliwell (1998).
25. ↑  Robbins Landon (1959, 193—194)
26. ↑  Deutch (1965, 80)
27. ↑  Quoted from Tomita (2000, 367)
28. ↑  Keefe (2003, 221). Abert (2007, 792) identifies the singers: van Swieten, descant (soprano line); Mozart, alto; Joseph Starzer, tenor; and Anton Teyber, bass.
29. ↑  Olleson (1983, 66)
30. ↑  Source for this paragraph: Olleson (1963,66-67)
31. ↑  Date from Braunbehrens 1990, 320
32. ↑  Translation from Timothy Bell’s English rendering (1990) of Braunbehrens’s Mozart biography, cited below. Deutsch (1965, 330) translates it as «Society of Noblemen».
33. 1 2 3  Braunbehrens, 1990, p. 320.
34. ↑  Deutsch 1965, 330
35. ↑  Solomon 1995
36. ↑  Olleson (1963, 68)
37. ↑  Solomon 1995, ch. 30.
38. 1 2  Olleson (1963, 69)
39. ↑  Sources differ in whether this occurred on the outbound or return journey; Larsen and Feder (1997, 67).
40. ↑  Webster (2005, 150)
41. ↑  Olleson (1963, 71)
42. ↑  Of the passage, Rosemary Hughes writes (1970, 135), «Only a profoundly experienced, as well as profoundly inspired, musician could have endowed the recitative 'Be fruitful all' with the shrouded depth and richness suggested by its accompaniment of divided lower strings alone.»
43. ↑  Schindler (1860/1996, 49)
44. ↑  Modern «Alsergasse»
45. ↑  Quoted from Albrecht (1996, 36)
46. ↑  Albrecht (1996, 36)
47. ↑  Clive (2001, 148)
48. ↑  Clive (2001, 229)
49. ↑  Kramer (2008, 84)
50. ↑  Goodwin and Clark (1976, 88)
51. 1 2  Weber (1984, 175)
52. ↑  Quoted from DeNora (1997, 26)
53. ↑  DeNora (1997, 13)
54. 1 2 3  Olleson (1963, 73)
55. ↑  Schönfeld’s words appeared in the Jahrbuch der Tonkünst von Wien und Prag; cited from DeNora (1998, 25)
56. ↑  See, for instance The Creation (Haydn). A 1781 of Mozart’s reports the composer’s pleasure that his playing had been interrupted by shouts of «bravo»; Waldoff (2006, 310).
57. ↑  Quoted from DeNora (1998, 27)
58. ↑  Abert 2007
59. ↑  Quoted in Olleson (1963, 73)
60. ↑  Olleson (1963, 72)
61. ↑  Olleson (1963, 70)
62. ↑  By the famous Mozart biographer Hermann Abert, who suggests that Swieten’s fondness for Baroque polyphony reflected a superficial, mechanical musical outlook; Abert (2007, page number needed